# Hyphessobrycon simulatus
Hyphessobrycon simulatus és una espècie de peix de la família dels caràcids i de l'ordre dels caraciformes.

## Morfologia
- Els mascles poden assolir 3 cm de llargària total.[5]

## Alimentació
Té una dieta omnívora.

## Hàbitat
Viu a àrees de clima tropical entre 24 °C - 26 °C de temperatura.

## Distribució geogràfica
Es troba a Sud-amèrica, a les conques dels rius Maroni, Mana, Sinnamary, Kourou, Comté, Approuague i Oyapock a la Guaiana Francesa.